# اچ‌ام‌اس برگهد بی (کی۶۲۲)

{{Infobox ship characteristics
اچ‌ام‌اس برگهد بی (کی۶۲۲) (به انگلیسی: HMS Burghead Bay (K622)) یک کشتی بود که طول آن *۲۸۶ فوت (۸۷ متر) Length between perpendiculars بود. این کشتی در سال۱۹۴۵ (میلادی)|۱۹۴۵]] ساخته شد.